# کمپنوس (دهانه)
کمپنوس یک دهانه برخوردی در ماه‌ است.

## دهانه‌های اقماری
این دهانه ۶ دهانه اقماری دارد.
| Campanus | عرض جغرافیایی | طول جغرافیایی | قطر          |
| -------- | ------------- | ------------- | ------------ |
| A        | ۲۶.۰° S       | ۲۸.۶° W       | ۱۱.۰ کیلومتر |
| B        | ۲۹.۲° S       | ۲۹.۲° W       | ۶.۰ کیلومتر  |
| G        | ۲۸.۶° S       | ۳۱.۳° W       | ۱۰.۰ کیلومتر |
| K        | ۲۶.۶° S       | ۲۸.۳° W       | ۵.۰ کیلومتر  |
| Y        | ۲۷.۸° S       | ۲۸.۲° W       | ۴.۰ کیلومتر  |
| X        | ۲۷.۸° S       | ۲۷.۳° W       | ۴.۰ کیلومتر  |